# Rolande Trempé
Rolande Trempé, née le 31 mai 1916 à Fontenailles et morte le 12 avril 2016 à Paris, est une historienne française. Elle est spécialiste des mineurs et des luttes sociales, ainsi que du rôle des femmes dans la Résistance.

## Biographie
Rolande Trempé est née le 31 mai 1916 d'un père ouvrier boulanger et d'une mère lingère. Elle fut élevée à la campagne par ses grands-parents. Son grand-père était ouvrier agricole en Brie. Pupille de la Nation (son père est mort pendant la Première Guerre mondiale), elle a bénéficié de bourses d'études. Elle fut résistante pendant la Seconde Guerre mondiale, période pendant laquelle elle adhère au Parti communiste français, dont elle est mise à l'écart pour avoir refusé de condamner un ami accusé de trotskysme. Elle revendique avoir été la créatrice de l'Union des femmes françaises à cette époque, dans les Ardennes. Dans ce département, élue conseillère municipale de Charleville, où depuis 1939 elle enseigne l'histoire et la géographie, elle est candidate sur la liste communiste aux élections législatives de juin 1946.
En 1948 elle quitte les Ardennes pour Toulouse. Elle est enseignante et pédagogue dans une école normale d'application. À la fin des années 1960, sous la direction de Jacques Godechot, elle est la première à soutenir une thèse universitaire sur les mineurs, précisément sur les mineurs de Carmaux. En mai 1968, elle regarde avec un certain recul les revendications étudiantes qu'elle juge trop éloignées des réalités ouvrières ; elle participe néanmoins aux manifestations à leurs côtés, ce qui lui vaut l'ire du parti communiste et sa rupture définitive d'avec ce parti. 
En 1960, elle participe avec Jean Maitron à la création de la revue d'histoire Le Mouvement social. Elle y est l'une des 10 membres du comité de rédaction dès les débuts, et sa participation au comité éditorial est renouvelée en 2015.
Rolande Trempé a enseigné à l'université de Toulouse-Le Mirail de 1969 à 1985. Elle a été membre de l'équipe de recherche « Images et Sociétés ». Elle a consacré une partie de ses recherches à la Résistance, en recueillant de nombreux témoignages d'immigrés politiques actifs dans celle-ci, notamment au sein des FTP-MOI. Elle est auteur d'un film documentaire sur les camps d'internement de femmes pendant la guerre, dont celui de Rieucros. De 1983 à 1987, elle dirige la première initiative universitaire française de recherches transverses sur les femmes, « Recherches sur les femmes et recherches féministes ». 
En 1977, elle est l'auteur avec l'UER d'Histoire de Toulouse Mirail, d'un documentaire Un Capitoul nommé Jaurès, réalisation Claude Fayard, Production FR 3 Toulouse. Cette année-là, elle pose la question : "Jaurès, conseiller municipal de Toulouse, qui s'en souvient ? Et qu'en reste-t-il à Toulouse même ? Si peu de choses.". Elle décrit la présence de Jean Jaurès dans l'exercice de premier adjoint du conseil municipal de Toulouse de juillet 1890 à janvier 1893.
En 1979, elle est conseillère scientifique pour le film collectif Carmaux 48 réalisé sous la direction de Guy Chapouillié, co-responsable du département cinéma de l'Université de Vincennes puis animateur de l'atelier-cinéma à l'université de Toulouse-Le Mirail. Ce film retrace la grève de deux mois des mineurs français, à partir de témoignages d'acteurs de ce mouvement, lancée par la CGT en 1948 pour protester contre le statut du mineur modifié en 1946, notamment à Carmaux  (Tarn). Pour Rolande Trempé, le premier intérêt de ce travail est le contact de l'université et du monde du travail, étudiants et mineurs. Le second intérêt est celui d'un essai d'expression de la mémoire sélective exprimée et confrontée collectivement, dont la grève de 1948 est le support événementiel. Elle écrit en 1980 dans Procès ciné N°1, 1980 de l'Atelier 16 de l'Université de Toulouse-Le Mirail : "Film non-historique, il devient ainsi une source historique. L'histoire s'écrit aussi maintenant avec une caméra... ". 
Elle a été l'une des animatrices du groupe de recherches interdisciplinaires CNRS « Travail et travailleurs aux XIXe et XXe siècles », aux côtés notamment des historiens Antoine Prost ou Madeleine Rebérioux, et vice-présidente puis présidente d'honneur de la Société d'études jaurésiennes. 
Après sa retraite, elle reste très active, et, après avoir innové en matière de pédagogie pendant sa carrière universitaire, elle anime plusieurs cours d'éducation populaire, et se penche sur l'épistémologie de l'histoire. Elle a d'autre part travaillé sur le manque de reconnaissance du rôle des femmes dans la Résistance, et est l'auteur en 2000 de Résistantes de l’ombre à la lumière.
Elle meurt le 12 avril 2016 à Paris, à l'âge de 99 ans.

## Publications
- Les Mineurs de Carmaux, 1848 - 1914, thèse, 2 vol., Paris, Éditions ouvrières, 1971, 1013 p.
- préface à : Marcel Thourel, Itinéraire d'un cadre communiste 1935-1950 : du stalinisme au trotskysme, Privat, 1980
- préface à : Patrick Trouche, Sept siècles d'exploitation du charbon dans le pays carmausin (Blaye-Carmaux-Saint Benoît), Histocarm, 1980, 242 p.
- avec Michel Launay et Pierre Pierrard, La J.O.C., regards d'historiens, Paris, Éditions ouvrières, 1984, 235 p.
- Les Trois batailles du charbon, 1936-1947, Paris, La Découverte, coll. « Textes à l'appui », 1989, 256 p.
- L'État et nous : Pays toulousain et instances nationales du XVIe siècle à nos jours, Toulouse, Presses universitaires du Mirail, 1990. 219 p.
- Solidaires : les bourses du travail, Paris, Scandéditions, coll. « Racines du futur », 1993, 119 p.
- sous la direction de Claude Willard, La France ouvrière. Histoire de la classe ouvrière et du mouvement ouvrier français. Tome 1 des origines à 1920, Paris, Scandéditions-éditions sociales, 1993, 494 p. :
  - Deuxième partie 1871-1914, p. 221 - 409
- préface à : Michel Pigenet, Ouvriers, paysans, nous sommes...Les bûcherons du Centre de la France au tournant du siècle, L'Harmattan, Paris, 1993
- avec Alain Boscus, Jaurès et les syndicats du Tarn, Institut tarnais d'histoire sociale CGT - VO éditions, 1994, 168 p.
- avec Jean-Michel Leterrier, Construire. Protection sociale et activités culturelles, Paris, CCAS, coll. « Racines du futur », 1994, 130 p.
- avec Madeleine Rebérioux & Alain Boscus, Jean Jaurès, l'époque et l'histoire, Castres, Centre national-Musée Jean Jaurès, 1994, 204 p.
- avec Bernard Landry et Jean-Michel Leterrier, Que vive la sécu, Éditions Le Temps des cerises, 1995
- préface à : Alain Boscus, Économie et société dans le bassin industriel nord aveyronnais, Paris, Institut CGT d'histoire sociale-CCES, 1997